# Bandaforūz
Bandaforūz (persiska: Bandafrūz, بندافروز) är en ort i Iran.   Den ligger i provinsen Mazandaran, i den norra delen av landet, 180 km nordost om huvudstaden Teheran. Bandaforūz ligger 118 meter över havet och antalet invånare är 274.
Terrängen runt Bandaforūz är kuperad åt sydost, men åt nordväst är den platt. Runt Bandaforūz är det ganska tätbefolkat, med 111 invånare per kvadratkilometer. Närmaste större samhälle är Sari, 9,3 km väster om Bandaforūz. I omgivningarna runt Bandaforūz växer i huvudsak blandskog.